# Vranići (miasto Čačak)
Vranići (cyr. Вранићи) – wieś w Serbii, w okręgu morawickim, w mieście Čačak. W 2011 roku liczyła 456 mieszkańców.